# The Edge of the Law
The Edge of the Law er en amerikansk stumfilm fra 1917 af Louis Chaudet.

## Medvirkende
- Ruth Stonehouse som Nancy Glenn
- Lloyd Whitlock som Ralph Harding
- Lydia Yeamans Titus som Mrs. Harding
- Harry Dunkinson som Spike
- M.W. Testa som Pop Hogland